# 色調分離

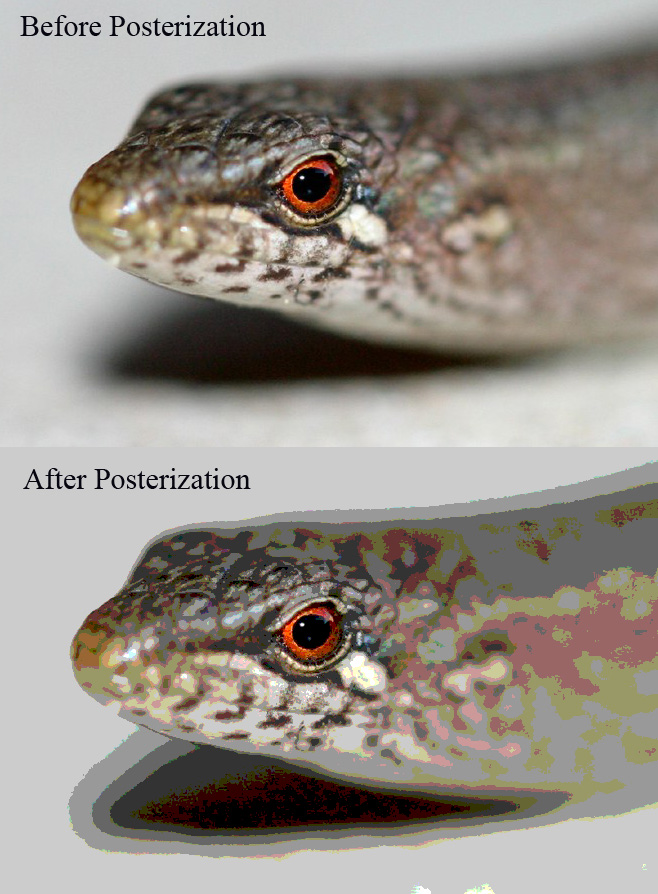
本圖是一個色調分離的例子。上面的一張圖是一張用JPEG格式儲存的相片。JPEG格式支援24位元的調色空間，所以相片的色調變化很細緻。相反，下面的一張圖是把上圖儲存成為GIF格式的同一張相片。由於GIF只支援最多256種顏色的調色盤，若沒有透過抖動來模擬出更大的色調空間，就會出現如下圖一樣的色調分離現象。

色調分離是指一幅圖像原本是由緊緊相鄰的漸變色階構成，被數種突然的顏色轉變所代替。這一種突然的轉變，亦稱作「跳階」。色調分離可以是因為系統或檔案格式對漸變色階的支持不夠而構成，但亦可透過相片編輯程式而達到相同效果。
色調分離不一定要透過電腦才可以達到。透過一定的攝影沖曬技巧，亦可做出近似的效果。例如：把一張底片作不同程度的曝光，並把三張相片在同一張紙上列印，亦可達到相似的效果。

## 外部連結
- Posterization techniques （页面存档备份，存于）